# Landtagswahl in Salzburg 1984
- SPÖ: 13
- ÖVP: 19
- FPÖ: 4

Die Landtagswahl in Salzburg 1984 wurde am 25. März 1984 durchgeführt und war die neunte Landtagswahl im Bundesland Salzburg in der Zweiten Republik. Die Österreichische Volkspartei (ÖVP) konnte dabei rund 4,8 Prozent und 2 Mandate hinzugewinnen, womit sie erstmals seit 1945 wieder die absolute Stimmen- und Mandatsmehrheit erzielte. Mit 50,2 Prozent stellte die ÖVP in der Folge 19 von 36 Landtagsabgeordneten. Die Sozialistische Partei Österreichs (SPÖ) erlitt nach den Gewinnen bei der Landtagswahl 1979 wieder Verluste in der Höhe von vier Prozent und verlor zudem ein Mandat. Mit 35,1 Prozent stellte die SPÖ nur noch 13 Mandatare. Die Freiheitliche Partei Österreichs (FPÖ) setzte ihren Abwärtstrend fort und erlitt zum dritten Mal in Folge Verluste. Mit einem Minus von 4,5 Prozent verlor sie ein Mandat und stellte im neugewählten Landtag mit 8,7 Prozent vier Mandatare. Die Grün-Alternative Bürgerliste (GABL) und Die Grünen Österreichs (DGÖ), die beide nicht im Wahlkreis Tamsweg-Lungau kandidierten, scheiterten mit 4,3 beziehungsweise 1,3 Prozent ebenso wie die Kommunistische Partei Österreichs (KPÖ) am Einzug in den Landtag. Auch die KPÖ hatte den Wahlkreis Tamsweg-Lungau und zudem den Wahlkreis Salzburg-Umgebung ausgelassen und erreichte lediglich 0,5 Prozent. 
Der Landtag der 9. Gesetzgebungsperiode konstituierte sich in der Folge am 16. Mai 1984 und wählte am selben Tag die Landesregierung Haslauer III zur neuen Salzburger Landesregierung.

## Gesamtergebnis
|                                         | Ergebnisse 1984 | Ergebnisse 1984 | Ergebnisse 1984 | Ergebnisse 1979  | Ergebnisse 1979  | Ergebnisse 1979  | Differenzen | Differenzen | Differenzen |
| --------------------------------------- | --------------- | --------------- | --------------- | ---------------- | ---------------- | ---------------- | ----------- | ----------- | ----------- |
| Wahlberechtigte                         | 304.133         | 304.133         | 304.133         | 283.202          | 283.202          | 283.202          | + 20.931    | + 20.931    | + 20.931    |
| Wahlbeteiligung                         | 80,62 %         | 80,62 %         | 80,62 %         | 82,42 %          | 82,42 %          | 82,42 %          | - 1,80 %    | - 1,80 %    | - 1,80 %    |
|                                         | Stimmen         | %               | Mand.           | Stimmen          | %                | Mand.            | Stimmen     | %           | Mand.       |
| Abgegebene Stimmen                      | 245.178         |                 |                 | 233.419          |                  |                  | + 11.759    |             |             |
| Ungültig                                | 3.557           | 1,45 %          |                 | 1.992            | 0,85 %           |                  | + 1.565     | + 0,60 %    |             |
| Gültig                                  | 241.621         | 98,55 %         |                 | 231.427          | 99,15 %          |                  | + 10.194    | - 0,60 %    |             |
| Partei                                  |                 |                 |                 |                  |                  |                  |             |             |             |
| Österreichische Volkspartei (ÖVP)       | 121.183         | 50,15 %         | 19              | 105.073          | 45,40 %          | 17               | + 16.110    | + 4,75 %    | + 2         |
| Sozialistische Partei Österreichs (SPÖ) | 84.729          | 35,07 %         | 13              | 90.449           | 39,08 %          | 14               | - 5.720     | - 4,01 %    | - 1         |
| Freiheitliche Partei Österreichs (FPÖ)  | 21.095          | 8,73 %          | 4               | 30.703           | 13,27 %          | 5                | - 9.608     | - 4,54 %    | - 1         |
| Grün-Alternative Bürgerliste (GABL)     | 10.304          | 4,26 %          | 0               | 4.256            | 1,84 %           | 0                | + 6.048     | + 2,42 %    | ± 0         |
| Die Grünen Österreichs (DGÖ)            | 3.215           | 1,33 %          | 0               | nicht kandidiert | nicht kandidiert | nicht kandidiert | + 3.215     | + 1,33 %    | ± 0         |
| Kommunistische Partei Österreichs (KPÖ) | 1.095           | 0,45 %          | 0               | 946              | 0,41 %           | 0                | + 149       | + 0,04 %    | ± 0         |
| Gesamt                                  | 241.621         | 100,00 %        | 36              | 231.427          | 100,00 %         | 36               | + 10.194    |             |             |